# C.C. Burr
C.C. Burr (Brooklyn, 30 de gener de 1891 - Hollywood, 4 de juny de 1956) va ser va ser un productor de cinema estatunidenc de l'època del cinema mut i principis de la sonora. També va dirigir onze curtmetratges. Originalment va treballar a Paramount Pictures, i posteriorment en la producció independent treballant amb diversos distribuïdors diferents durant dues dècades.

## Filmografia parcial
- The Silent Barrier (1920)
- Burn 'Em Up Barnes (1921)
- I Am the Law (1922)
- Sure Fire Flint (1922)
- The Secrets of Paris (1922)
- The Last Hour (1923)
- Three O'Clock in the Morning (1923)
- You Are Guilty (1923)
- The Average Woman (1924)
- Restless Wives (1924)
- The Speed Spook (1924)
- The New School Teacher (1924)
- Youth for Sale (1924)
- Lend Me Your Husband (1924)
- The Crackerjack (1925)
- The Live Wire (1925)
- The Early Bird (1925)
- The Brown Derby (1926)
- Rainbow Riley (1926)
- Stepping Along (1926)
- White Pants Willie (1927)
- All Aboard (1927)
- Home Made (1927)
- Dreary House (1928)
- Chinatown Charlie (1928)
- The Wright Idea (1928)
- Call of the Circus (1930)
- Western Limited (1932)
- The Midnight Patrol (1932)
- Money Means Nothing (1934)
- The Moth (1934)
- Kentucky Blue Streak (1935)
- Rip Roaring Riley (1935)
- Suicide Squad (1935)
- Skybound (1935)
- I'll Name the Murderer (1936)
- The Reckless Way (1936)
- Special Agent K-7 (1937)
- In Old Montana (1939)
- Code of the Fearless (1939)
- Two Gun Troubador (1939)
- Ridin' the Trail (1940)